# Taigu
Taigu, tidigare romaniserat Taiku, är ett härad som lyder under Jinzhongs stad på prefekturnivå i Shanxi-provinsen i norra Kina.

## Kända invånare
- H.H. Kung (1881-1967), kinesisk bankman och politiker.